# Schneegebirgswachtel

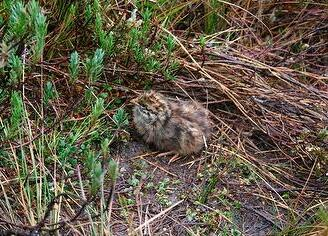
Küken

Die Schneegebirgswachtel (Synoicus monorthonyx, Syn.: Anurophasis monorthonyx) ist eine Art der Familie der Fasanenartigen. Sie wurde früher als einzige Vertreterin der Gattung Anurophasis angesehen. Heute wird sie zusammen mit der Chinesischen Zwergwachtel, der Adansonwachtel und der Ypsilonwachtel in die Gattung Synoicus gestellt. Sie kommt ausschließlich in Südostasien vor. Ähnlich wie die Schwarzwachtel zählt die Schneegebirgswachtel zu den am wenigsten erforschten Hühnervögeln. Die Art gilt als gefährdet.

## Erscheinungsbild
Die Schneegebirgswachtel erreicht eine Körperlänge von 25 bis 28 Zentimetern und wiegt etwa 401 Gramm. Beim Männchen ist die Grundfärbung des Gefieders ein rötliches Kastanienbraun. An den Kopfseiten, der Kehle und der Körperunterseite fehlen jegliche Markierungen. Die Ohrflecken, die Brust und die Flanken weisen dagegen breite schwarze Querstreifen auf. Das Weibchen ist deutlich heller. Die Querstreifen im Gefieder sind etwas weniger ausgeprägt als beim Männchen. Jungvögel haben unregelmäßigere und häufig durchbrochene Querstreifen.

## Verbreitungsgebiet und Lebensraum
Die Art kommt ausschließlich in den schneebedeckten Gebirgen Neuguineas und Javas vor. Besiedelt werden unter anderem die Carstensz-Pyramide und das Wilhelminagebirge. Der Lebensraum sind alpine Matten auf Nordhängen und Plateaus in Höhenlagen zwischen 3100 und 4200 Meter.

## Lebensweise
Über die Lebensweise der Schneegebirgswachtel ist nahezu nichts bekannt. Bislang wurde sie überwiegend einzeln oder in Paaren beobachtet. Nur in Ausnahmefällen sah man mehr als drei Schneegebirgswachteln gemeinsam. Bislang wurde nur ein Nest gefunden, das drei Eier enthielt. Die Nahrung besteht aus Grassamen, Blättern, Blüten, Raupen und anderen Wirbellosen.

## Belege

### Einzelbelege
1. ↑  Madge et al., S. 246.
2. ↑  Madge et al., S. 247.